# U-85 (1941)
| U-85                       | U-85                                                             | U-85                                                             |
| -------------------------- | ---------------------------------------------------------------- | ---------------------------------------------------------------- |
|                            |                                                                  |                                                                  |
|                            |                                                                  |                                                                  |
|                            |                                                                  |                                                                  |
| Під прапором               | Третій рейх                                                      | Третій рейх                                                      |
| Спуск на воду              | 10 квітня 1941 року                                              | 10 квітня 1941 року                                              |
| Виведений зі складу флоту  | 14 квітня 1942 року                                              | 14 квітня 1942 року                                              |
| Сучасний статус            | затоплений                                                       | затоплений                                                       |
| Проєкт                     |                                                                  |                                                                  |
| Тип ПЧ                     | Дизельний підводний човен                                        | Дизельний підводний човен                                        |
| Основні характеристики     |                                                                  |                                                                  |
| Швидкість (надводна)       | 17,9 вузла                                                       | 17,9 вузла                                                       |
| Швидкість (підводна)       | 8 вузлів                                                         | 8 вузлів                                                         |
| Робоча глибина занурення   | 100 м                                                            | 100 м                                                            |
| Гранична глибина занурення | 220 м                                                            | 220 м                                                            |
| Екіпаж                     | 44 особи                                                         | 44 особи                                                         |
| Розміри                    |                                                                  |                                                                  |
| Довжина найбільша (по КВЛ) | 66,5 м                                                           | 66,5 м                                                           |
| Ширина корпусу найб.       | 6,2 м                                                            | 6,2 м                                                            |
| Висота                     | 6,2 м                                                            | 6,2 м                                                            |
| Середня осадка (по КВЛ)    | 4,7 м                                                            | 4,7 м                                                            |
| Водотоннажність надводна   | 753 т                                                            | 753 т                                                            |
| Озброєння                  |                                                                  |                                                                  |
| Артилерія                  | одна палубна гармата калібру 88-мм та одна 20-мм зенітна гармата | одна палубна гармата калібру 88-мм та одна 20-мм зенітна гармата |
| Торпедно- мінне озброєння  | 4 носових та 1 кормовий ТА. 14 торпед                            | 4 носових та 1 кормовий ТА. 14 торпед                            |

U-85 — німецький підводний човен типу VIIB, часів  Другої світової війни.
Замовлення на будівництво човна було віддане 9 червня 1938 року. Човен закладений на верфі «Flender Werke AG» у Любеку 18 грудня 1939 року під заводським номером 281, спущений на воду 10 квітня 1941 року, 7 червня 1941 року увійшов до складу 3-ї флотилії. Єдиним командиром човна був оберлейтенант-цур-зее Ебергард Грегер.
За час служби човен зробив 4 бойових походи, в яких потопив 3 (загальна водотоннажність 15 060 брт) судна.
Потоплений 14 квітня 1942 року в Північній Атлантиці біля мису Гаттерас (35°55′ пн. ш. 75°13′ зх. д. / 35.917° пн. ш. 75.217° зх. д.) артилерійським вогнем американського есмінця «Роупер». Всі 46 членів екіпажу загинули.

## Потоплені та пошкоджені кораблі[3]
| Назва           | Тип           | Належність      | Дата            | Тоннаж (БРТ) | Вантаж                          | Статус    | Місце                                                       |
| Thistleglen     | торгове судно | Велика Британія | 10 вересня 1941 | 4 748        | 2 400 т чавуну та 5 200 т сталі | потоплено | 61°59′ пн. ш. 39°46′ зх. д. / 61.983° пн. ш. 39.767° зх. д. |
| Empire Fusilier | торгове судно | Велика Британія | 9 лютого 1942   | 5 408        | Баласт                          | потоплено | 44°45′ пн. ш. 47°25′ зх. д. / 44.750° пн. ш. 47.417° зх. д. |
| Chr. Knudsen    | торгове судно | Норвегія        | 10 квітня 1942  | 4 904        | Генеральні вантажі та нітрати   | потоплено | 39°00′ пн. ш. 73°00′ зх. д. / 39.000° пн. ш. 73.000° зх. д. |